# حقوق زنان در جیبوتی
حقوق زنان در جیبوتی مبدأ نگرانی سازمان‌های مختلف حقوق بشری، چه در جیبوتی و چه در خارج از آن کشور است. در حالی که گروه‌های اقلیت در تمام سطوح حکومت نمایندگی دارند، به‌دلیل ماهیت سرکوبگر حکومت، این گروه‌ها عملاً قدرتی برای تغییر قوانین ندارند. علیرغم یک سهمیهٔ قانونی که تضمین می‌کند زنان حداقل ۲۵ درصد از کرسی‌های مجلس ملی را در اختیار داشته باشند، آن‌ها همچنان کمتر در پست‌های رهبری حضور دارند. بیش از ۶۰ درصد زنان در جیبوتی بی‌سواد هستند و برای اشتغال و مراقبت‌های بهداشتی مناسب با موانعی روبرو هستند. با وجود کمپین‌هایی که قدمت آن‌ها به دههٔ ۱۹۸۰ بازمی‌گردد، نرخ ختنه زنان در این کشور همچنان بالاست.

## اقتصاد
۶۰٫۵ درصد زنان در جیبوتی بی‌سواد هستند و تنها ۱۹ درصد زنان شاغل هستند؛ در حالی که ۸۱ درصد مردان جیبوتی دارای شغل هستند. در جیبوتی طبق سیاست ملی جنسیت در سال‌های ۲۰۱۱–۲۰۲۱، زنان بیشتر از مردان تحت تأثیر فقر شدید و نسبی و بیشتر از مردان تحت تأثیر بی‌تحرکی قرار دارند. تعداد زنان شاغل در بخش خصوصی بیشتر از تعداد مردان است.
وزارت زنان و خانواده با هدف ایجاد پیشرفت قابل توجه در جیبوتی در زمینهٔ حقوق زنان ایجاد شده است.
پس از آن که طی تحقیقات انجام‌شده به زنان وام‌های خرد اعطا شد، ارتباط مثبت معناداری بین اعتبار خرد و توانمندسازی زنان مشاهده شد. خانوارهایی که به وام‌های MFI دسترسی دارند، به ترتیب ۳۵٫۴٪، ۳۰٫۹٪ و ۱۰٫۱٪ بیشتر احتمال دارد که از نظر اقتصادی، اجتماعی و بین فردی به توانمندی دست یابند.
زنان در جیبوتی با دسترسی محدود به تأمین مالی (از بانک‌ها و مؤسسات مالی خرد) مواجه بوده‌اند که عمدتاً ناشی از فقدان پروژه‌هایی با قابلیت نقل و انتقال، نبود حساب‌های مالی و دشواری در ارائهٔ تضمین‌های کافی است. در پاسخ به این چالش‌ها، دولت جیبوتی یک سیاست ده‌ساله را برای تحکیم تعهد خود به برابری جنسیتی و برابری در همهٔ زمینه‌های اقتصادی و اجتماعی اتخاذ کرد.

## بهداشت و درمان

### چاقی مادر و زایمان با سزارین
چاقی مادر در جیبوتی بسیار شایع است، وضعیتی که خطر زایمان با سزارین را افزایش می‌دهد.
نرخ بالایی از زایمان با سزارین در میان زنان چاق در کشورهای جنوب صحرای آفریقا مشاهده شده است که در برخی از مطالعات این میزان بیش از ۵۰ درصد بوده است.
میزان شیوع چاقی مادر در شهر جیبوتی بالا است و حتی پس از کنترل طیف وسیعی از متغیرهای پزشکی و اجتماعی-اقتصادی، با خطر بیش از حد زایمان با سزارین مرتبط است. مطالعهٔ حاضر نشان داده است که چاقی مادر در شهر جیبوتی بسیار شایع است و میزان آن بین ۲۴٫۸ درصد تا پیش از هفتهٔ ۱۴ بارداری و ۴۳٫۲ درصد در هنگام زایمان است. میزان سزارین در بین زنان چاق به ویژه در بین نخست‌زاها افزایش یافته است.
دستورالعمل‌های بین‌المللی توصیه می‌کنند که زنان چاق باید برای زایمان به مرکزی که کادر پزشکی ماهر در آن در دسترس باشد، اعزام شوند، اما یک مطالعهٔ اخیر نشان داده است که سطح در دسترس بودن چنین مراقبت‌های اورژانسی مامایی در بیمارستان‌ها و کلینیک‌های آفریقا پایین است. با این حال، در کلینیک زایمان بیمارستان آفی، ماما، متخصص اطفال، متخصص بیهوشی و متخصص زنان و زایمان به صورت ۲۴ ساعته در دسترس هستند.

### ختنه زنان
جیبوتی مکانی است که بالاترین میزان ختنه زنان در جهان را داراست. ۹۳ درصد از زنان در جیبوتی این عمل را انجام می‌دهند.
در جیبوتی، ختنهٔ زنان اغلب به سبک‌های سنتی و بدون استفاده از ابزار استریل و بهداشتی انجام می‌شود. این عمل شامل بریدن بخشی از اندام تناسلی دختران با استفاده از وسایل بُرنده مانند چاقو، قیچی، خط‌کش، تیغه یا حتی قطعات شیشه و سپس دوختن آن با نخ است. پس از آن، موادی مانند روغن، عسل، ماست و برگ درخت برای جلوگیری از خونریزی استفاده می‌شود.
ختنه نوع ۴ (انفیبولاسیون) شامل سوراخ کردن، برش دادن، سوهان زدن و سوزاندن است. عمل انفیبولاسیون بیشتر در کشورها و مناطق شاخ آفریقا از جمله جیبوتی انجام می‌شود.

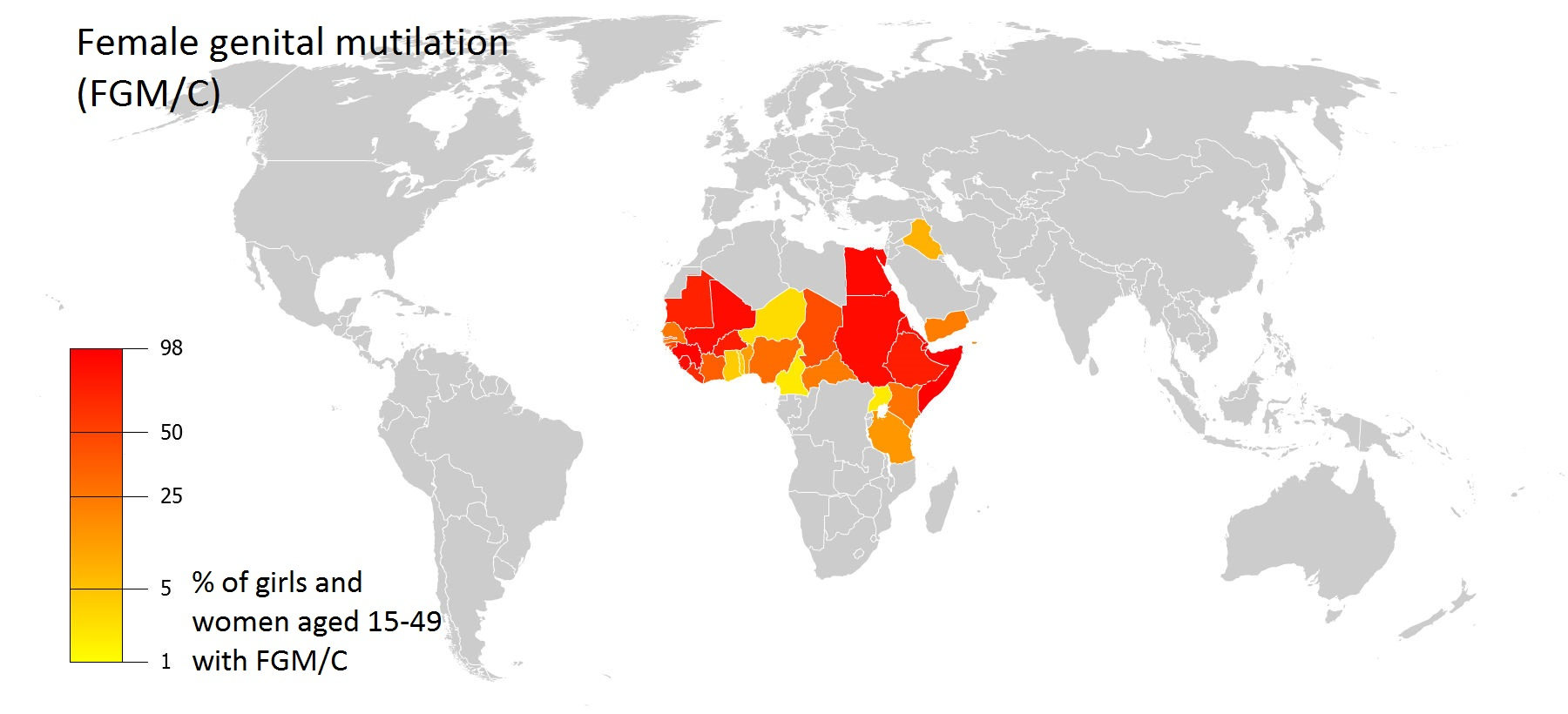
نقشهٔ شیوع ختنهٔ زنان

از سال ۱۹۸۸، مقامات مربوط در جیبوتی در تلاش برای لغو ختنهٔ جنسی هستند. این عمل در سال ۱۹۹۰ غیرقانونی شد و به‌طور ویژه به‌عنوان موردی از نقض حقوق زنان و کودکان در نظر گرفته شد. این روش معمولاً در منزل بدون شرایط استریل یا بیهوشی و توسط پزشکان سنتی یا ماماهای آموزش‌دیده انجام می‌شود. برای جمعیت شهری، انفیبولاسیون اغلب توسط متخصصان بهداشتی (پرستار، ماما، پزشک) که به صورت مخفیانه کار می‌کنند، انجام می‌شود.

#### قوانین مربوط به ختنه زنان
در جیبوتی در سال‌های ۱۹۹۵ و ۲۰۰۹، دولت ختنهٔ جنسی را به‌عنوان یک عمل جنایتکارانه به رسمیت شناخت و کسانی که ختنهٔ زنان را تشویق می‌کنند یا انجام می‌دهند، مجرم محسوب می‌شوند.
بانوی اول جیبوتی در سال ۲۰۰۸ کمپینی را با حضور رئیس مجلس ملی و چندین وزیر و با حمایت سفیر ایالات متحده راه‌اندازی کرد.
از سال ۱۹۸۸، انجمن زنان جیبوتی کمپین بزرگی را برای ممنوع کردن این سنت به راه انداخته است.
در سال ۱۹۹۵ مجلس شورای ملی ختنهٔ جنسی را غیرقانونی و قابل مجازات اعلام کرد، اما مادهٔ قانون مجازات ملی مرتبط با این موضوع تاکنون هیچ‌گاه اعمال نشده است. در سال ۱۹۹۷، وزارت بهداشت جیبوتی با کمک صندوق جمعیت سازمان ملل متحد (UNFP) ترویج «پروژهٔ مبارزه با ختنهٔ زنان» را در چارچوبی بزرگتر از «بازگرداندن حیثیت و احترام به زنان» و «بالا بردن وضعیت زنان در جامعه» آغاز کرد.

#### عواقب ختنه زنان
پیامدهای این عمل در نرخ بالای مرگ و میر مادران در کشورهای جیبوتی و سومالی (بیش از ۷۰۰ مرگ در هر ۱۰۰٬۰۰۰ تولد زنده) مشهود است. در این کشورها ختنهٔ زنان در مقایسه با سایر کشورهای مجاور با مراقبت‌های بهداشتی و مامایی مشابه اما با رواج کمتر ختنهٔ زنان (کنیا و تانزانیا: کمتر از ۵۰۰ مورد در هر ۱۰۰٬۰۰۰ تولد زنده)، تقریباً سراسری محسوب می‌شود.

##### اثرات ختنه زنان بر بارداری
اگر یک اپراتور ماهر به انفیبولاسیون سفت رسیدگی نکند، این نوع انفیبولاسیون می‌تواند خطر بالایی برای مادر و جنین داشته باشد. این موضوع می‌تواند منجر به سزارین غیرضروری در پی ترس از رسیدگی به زنان مبتلا شود.
پژوهشی در مورد ختنهٔ زنان و بارداری در جیبوتی انجام شده است. به‌طور کلی، ۲۹ زن از ۶۴۳ زن (۴٫۵٪) هیچ‌گونه ختنه‌ای نداشته‌اند، در حالی که ۲۳۸ نفر از ۶۴۳ زن (۳۷٫۰٪) مبتلا به انفیبولاسیون، ۳۶۹ نفر (۵۷٫۴٪) با ختنهٔ نوع ۲ و ۷ نفر (۱٫۱٪) با ختنهٔ نوع ۱ بوده‌اند. در زنان دارای تجربهٔ ختنهٔ شدید، احتمال بروز عوامل خطر اجتماعی-اقتصادی و پزشکی بیشتر بوده است. نتیجه‌گیری پژوهش: انفیبولاسیون با عوارض پیش از تولد بیش از حد در این شرایط، با شیوع بسیار بالای ختنهٔ زنان ارتباطی نداشت، اما تحقیقات آینده باید بر رابطهٔ بین انفیبولاسیون و مکونیوم متمرکز شود.
در بیمارستان عمومی پلتیر در جیبوتی، هم پزشکان زنان و هم ماماها تخصص بالایی در مراقبت از زنان ختنه‌شده دارند. ممکن است به زنان دارای تجربهٔ انفیبولاسیون سفت توصیه شود که دفیبولاسیون داشته باشند. پزشکان در بیمارستان باید حساسیت فرهنگی و قومیتی را نشان دهند و در عین حال خطرات سلامتی کوتاه‌مدت و بلندمدت ناشی از انفیبولاسیون را توضیح دهند. این درمان به‌عنوان یک روش درمانی اولویت‌دار در نظر گرفته می‌شود.